# Harvey (pièce de théâtre)
Pour les articles homonymes, voir Harvey.
Harvey est une pièce de théâtre de Mary Chase créée en 1944 au 48th Street Theatre de New York. 1 775 représentations ont eu lieu jusqu'en 1949.

## Argument
Elwood est un homme gentil d'une quarantaine d'années qui embarrasse son entourage : il a un ami imaginaire, un lapin de deux mètres se prénommant Harvey. Ruinant la vie sociale de sa sœur, elle décide de l'emmener dans un hôpital psychiatrique.

## Distinctions
- Prix Pulitzer de l'œuvre théâtrale 1945

## Adaptations
Harvey a été adapté par Henry Koster en 1950 
- Harvey, film américain réalisé par Henry Koster en 1950 avec James Stewart et Josephine Hull.

Elle a également fait l'objet de plusieurs adaptations en téléfilm 
- Harvey, téléfilm américain réalisé par Fielder Cook en 1972 ;
- Harvey, téléfilm américain réalisé par George Schaefer en 1996.

## Mises en scène contemporaines
- 2018 à Grenoble et en octobre 2021 au Théâtre national populaire (Villeurbanne), par Laurent Pelly, avec Jacques Gamblin, dans la traduction d'Agathe Mélinand[2],[3]. Pour sa performance, Jacques Gamblin reçoit le Molière du comédien dans un spectacle de théâtre public.